# Инвертор для солнечных панелей

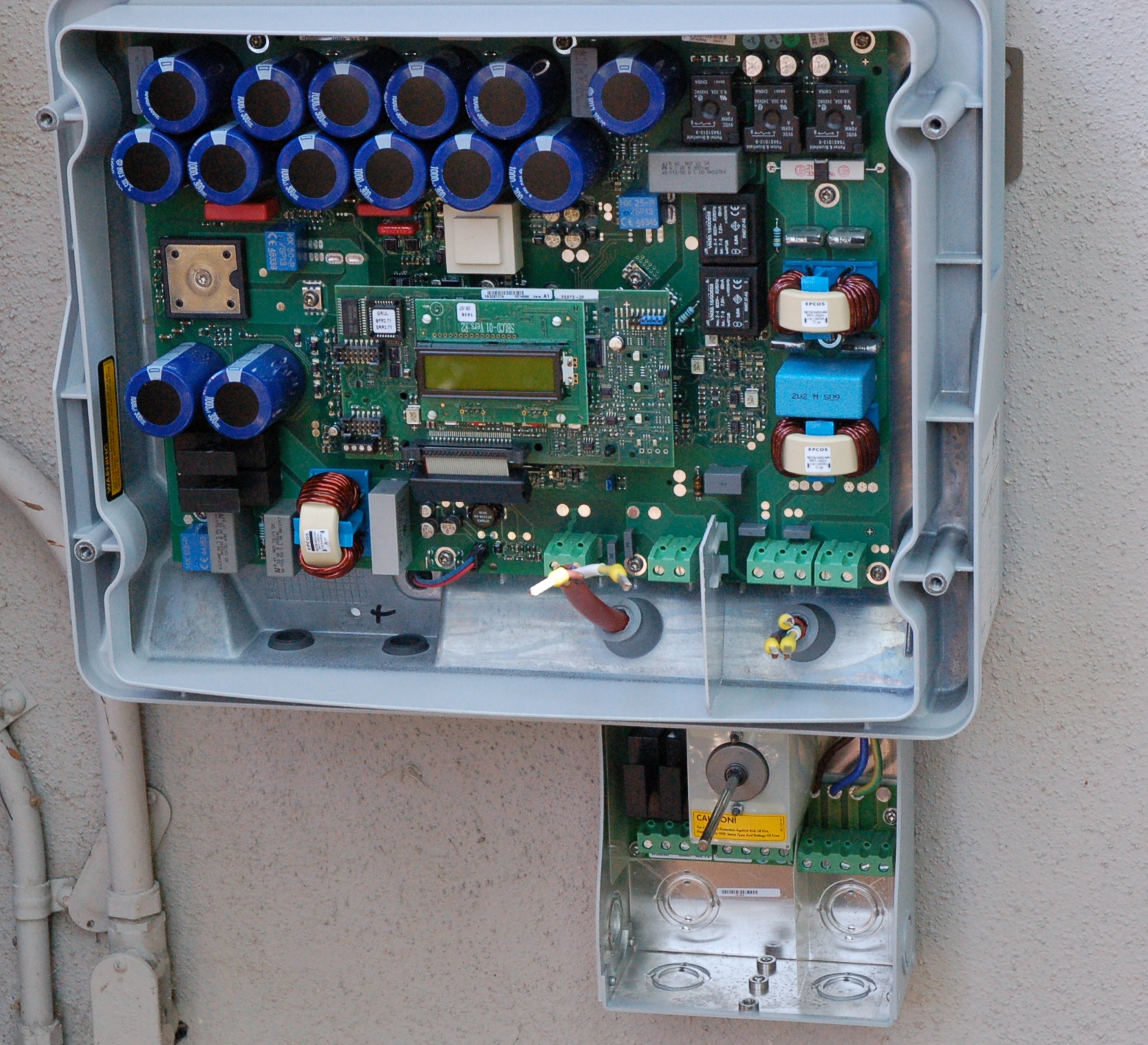
Внутренний вид инвертора для солнечных панелей. Обратите внимание на большие конденсаторы (синие цилиндры), которые используются для улучшения формы сигнала

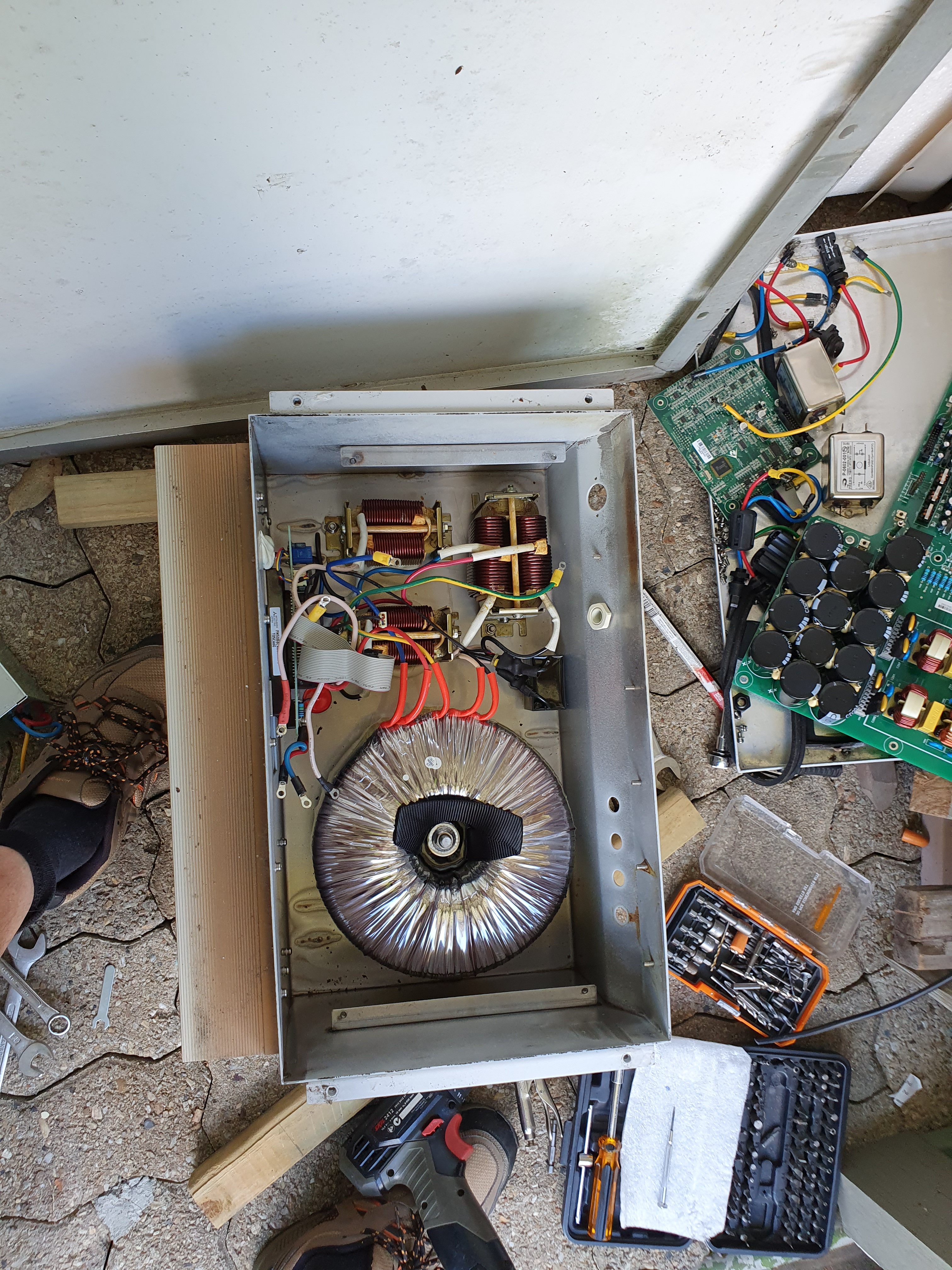
Медная катушка трансформатора инвертора. Почти все современные инверторы — бестрансформаторные

Инвертор для солнечных панелей — это тип электрического преобразователя, который преобразует исходный постоянный ток (DC) фотоэлектрической солнечной панели в переменный ток (AC) определённой частоты и напряжения, который может подаваться в общую электрическую сеть или использоваться домашней электросетью. Это критически важный элемент в солнечной электростанции, который позволяет обычному оборудованию, потребляющему переменный ток, работать в сочетании с солнечными панелями и/или аккумуляторами на постоянном токе. Инверторы солнечной электростанции имеют специальные функции, необходимые для использования с солнечными панелями, включая отслеживание точки максимальной мощности и автоматическое выключение при исчезновении сети.

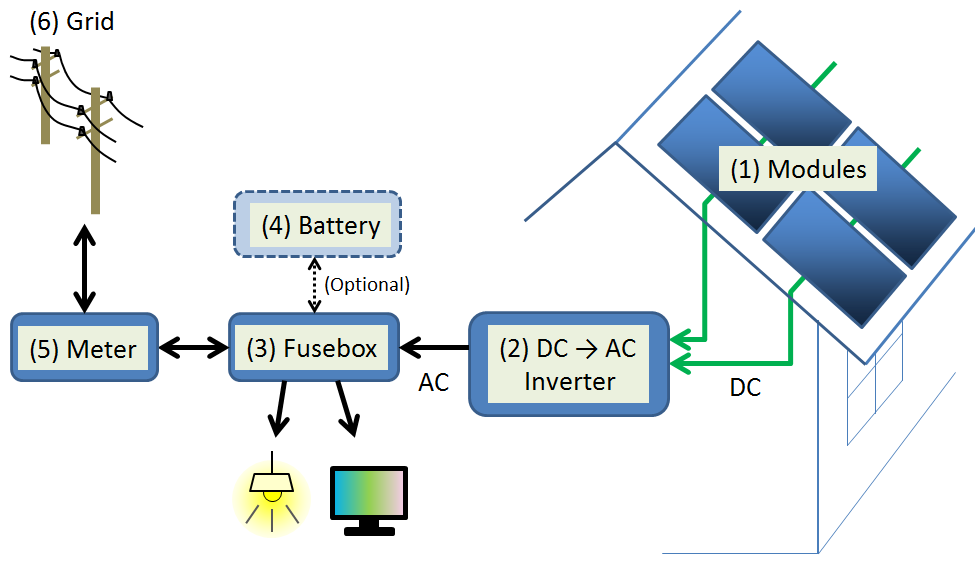
Упрощённая схема частной солнечной электростанции, подключённой к общей сети

## Классификация
Солнечные инверторы можно классифицировать на три основных типа:
1. Автономные инверторы, используются в местах, которые не подключены к общественной сети. Инвертор использует энергию постоянного тока от аккумуляторов, заряженных солнечными панелями. Многие автономные инверторы также имеют встроенные зарядные устройства для дополнительной зарядки батареи от источника переменного тока, если таковые имеются. Обычно они никоим образом не взаимодействуют с общественными электросетями, и как таковые они не должны иметь защиту от пропадания сети.
2. Сетевые инверторы, которые синхронизируются с внешней сетью по фазе и синусоиде тока, который поставляется в сеть. По соображениям безопасности сетевые инверторы обязаны выключаться при потере электроснабжения. Они не обеспечивают резервное питание при отключении внешней сети.
3. Гибридные инверторы — объединяют в себе 3 устройства: собственно инвертор, зарядник для аккумуляторов и бесперебойник. Гибридные инверторы используют напряжение от батарей (DC), а в случае потери напряжения (DC) переходят на внешний сетевой ток (AC).

## Отслеживание точки максимальной мощности (MPPT)
Солнечные инверторы используют отслеживание точки максимальной мощности (MPPT) для получения максимально возможной мощности от солнечного массива. Солнечные фотоэлементы имеют сложную взаимосвязь между солнечным облучением, температурой и общим сопротивлением, что создаёт нелинейную эффективность генерации, известную как вольт-амперная характеристика (ВАХ) . Целью системы MPPT является подбор параметров тока и напряжения солнечных фотоэлементов, определения сопротивления (нагрузки) для получения максимальной мощности при любых заданных условиях окружающей среды.
Коэффициент заполнения, более известный под аббревиатурой FF, является параметром, который вместе с напряжением разомкнутого контура (Voc) и током короткого замыкания (Isc) панели определяет максимальную мощность солнечной батареи. Коэффициент заполнения определяется как отношение максимальной мощности солнечной батареи к произведению Voc и Isc.

## Солнечные микроинверторы

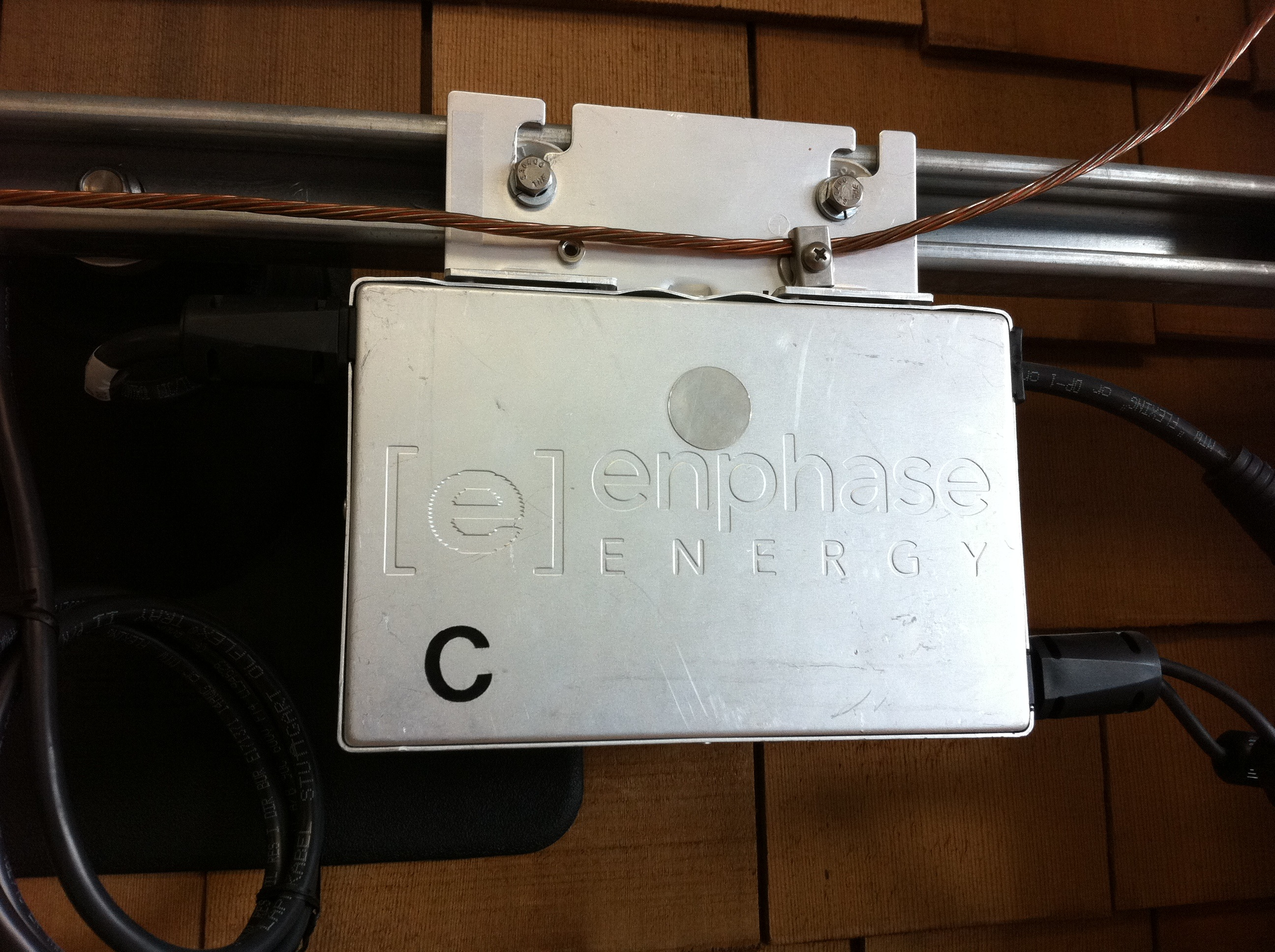
Солнечный микроинвертор в процессе установки. Провод заземления прикреплён к скобе, а коннекторы постоянного тока солнечной панели — к разъёмам справа внизу.

Солнечный микроинвертор — это инвертор, предназначенный для работы с одной или двумя солнечными панелями. Микроинвертор преобразует исходный постоянный ток с каждой панели в переменный. Конструкция микроинвертора позволяет параллельно подключать несколько независимых блоков модульным способом.
К преимуществам микроинвертора можно отнести оптимизацию мощности одной панели, независимую работу каждой панели, возможность постепенного масштабирования СЭС.
К недостаткам, в первую очередь, следует отнести гораздо более высокую стоимость системы, увеличенную пожарную опасность и меньшую надёжность.
По результатам исследования 2011 года в Аппалачском государственном университете, установлено, что микроинверторы давали примерно на 20 % больше мощности в незатенённых условиях и на 27 % больше мощности в затенённых условиях по сравнению со стринговыми инверторами. В обоих установках использовали одинаковые солнечные панели.
Но с ростом качества и автоматизацией производства солнечных панелей различия в их ВАХ стали значительно меньше, и целесообразность использования микроинверторов в незатенённых условиях является спорной.
Обычно микроинверторы используют на кровельных СЭС, где много разных углов и затенений.

## Сетевые инверторы для солнечных панелей
Главная роль сетевых или синхронных инверторов или просто сетевого инвертора заключается в синхронизации генерации по фазе, напряжению и частоте с внешней электросетью. Сетевые инверторы для солнечных панелей имеют защиту для быстрого отключения от сети, если внешняя сеть не работает или зафиксированы другие, критически важные ошибки. Это требование ПУЭ, которое гарантирует, что в случае отключения электроэнергии инвертор автоматически и мгновенно выключится, что предотвратит генерацию энергии и не причинит вреда любым рабочим, которых направляют на исправление электросети.
Инверторы, которые сегодня доступны на рынке, используют различные технологии. Инверторы могут использовать новые высокочастотные трансформаторы, обычные низкочастотные трансформаторы или быть бестрансформаторными. Вместо преобразования постоянного тока непосредственно в 230 вольт переменного тока, высокочастотные трансформаторы используют компьютеризированный многоступенчатый процесс, который предполагает преобразование мощности в высокочастотный переменный ток, а затем обратно в постоянный, который в конечном итоге снова превращается в переменный ток.
Исторически сложилась обеспокоенность подключением бестрансформаторных инверторов к коммунальной сети. Опасения связаны с тем, что между цепями постоянного и переменного тока отсутствует гальваническая развязка, что может способствовать, при неисправностях, попаданию постоянного тока на сторону переменного тока. Начиная с 2005 года, разрешается использовать бестрансформаторные (или не гальванически развязанные) инверторы. VDE 0126-1-1 и IEC 6210 также были изменены, чтобы позволить и определить механизмы безопасности, необходимые для таких систем. В современных инверторах есть целый ряд защит, которые позволяют защитить как саму солнечную станцию, так и внешнюю сеть.
Все сетевые инверторы для солнечных панелей предназначены для подключения к внешней электросети, и они не будут работать, если останутся без подключения к внешней сети.

## Рынок
По состоянию на 2021, эффективность преобразования постоянного тока в переменный у современных инверторов превысила 98,5 %. Стринговые инверторы широко используются в жилых и коммерческих фотоэлектрических системах. Микроинверторы занимают до 2 % рынка.